# Cassaigne
Cet article concerne la commune du Gers. Pour les autres significations, voir Cassaigne (homonymie) et La Cassaigne.
Cassaigne (Cassanha en gascon) est une commune française située dans le nord du département du Gers en région Occitanie. Sur le plan historique et culturel, la commune est dans le Condomois, une ancienne circonscription de la province de Gascogne ayant titre de comté.
Ses habitants sont appelés les Cassaignais ou  Cassaignaises

## Géographie

### Description
Cassaigne est une commune rurale de Gascogne qui compte 227 habitants en 2022, après avoir connu un pic de population de 502 habitants en 1846.
Située au nord-ouest de Valence-sur-Baïse en Armagnac dans la Ténarèze, elle fait partie de l'aire d'attraction de Condom.

### Communes limitrophes
Les communes limitrophes sont  Condom, Larressingle, Mouchan et Valence-sur-Baïse.
| Larressingle | Condom            |                                      |
| Mouchan      | Cassaigne         | Maignaut-Tauzia (par un quadripoint) |
|              | Valence-sur-Baïse |                                      |

### Géologie et relief
Cassaigne se situe en zone de sismicité 1 (sismicité très faible).

### Hydrographie

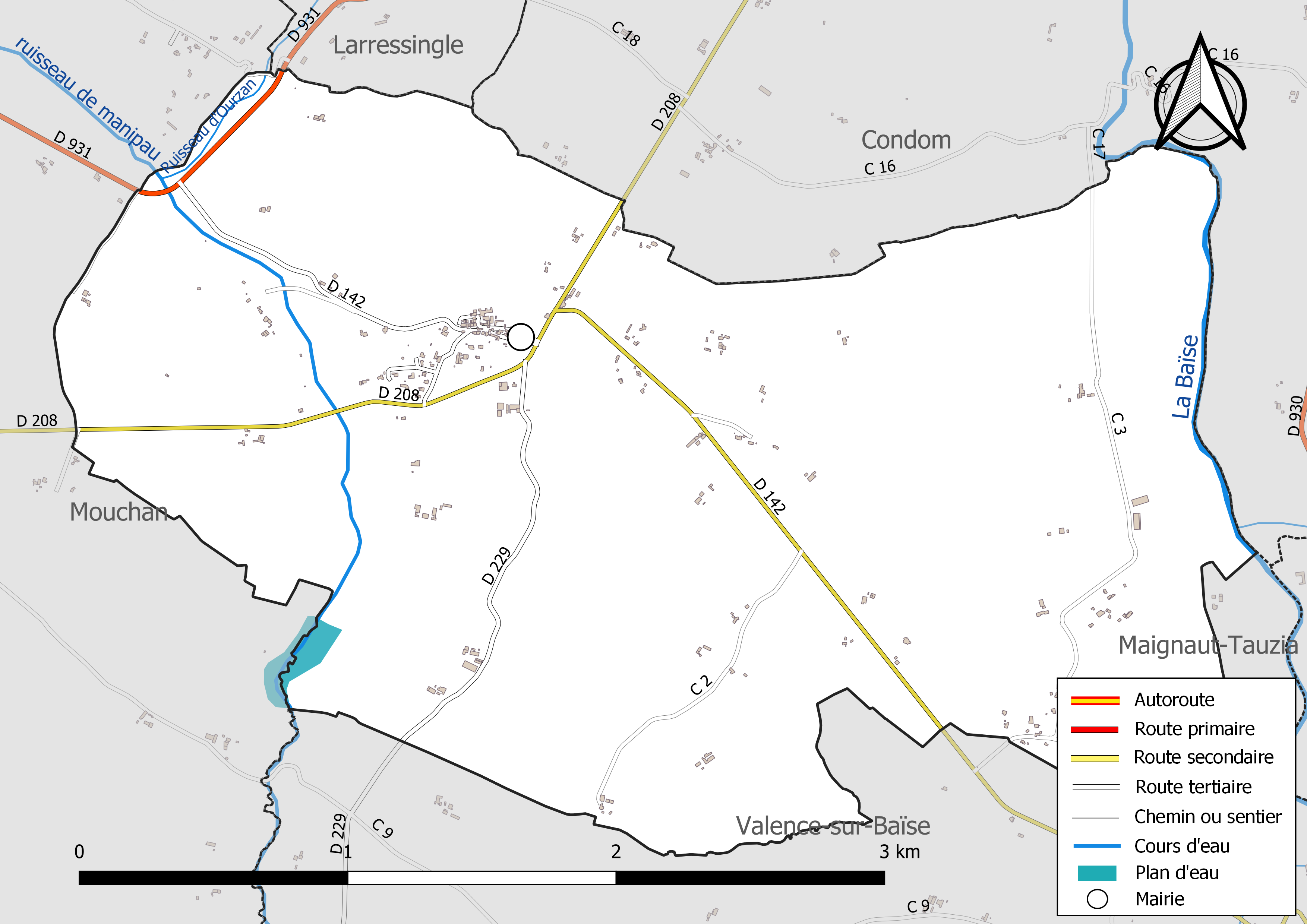
Réseaux hydrographique et routier de Cassaigne.

La commune est dans le bassin de la Garonne, au sein du bassin hydrographique Adour-Garonne. Elle est drainée par la Baïse, le ruisseau de Manipau, le ruisseau d'Ourzan et par un petit cours d'eau, qui constituent un réseau hydrographique de 4 km de longueur totale,.
La Baïse, d'une longueur totale de 187,6 km, prend sa source dans la commune de Capvern et s'écoule vers le nord. Elle traverse la commune et se jette dans la Garonne à Saint-Léger, après avoir traversé 52 communes.
Le ruisseau de Manipau, d'une longueur totale de 10,2 km, prend sa source dans la commune de Beaucaire et s'écoule vers le nord. Il traverse la commune et se jette dans l'Osse à Mouchan, après avoir traversé 6 communes.

### Climat
Pour des articles plus généraux, voir Climat de l'Occitanie et Climat du Gers.
En 2010, le climat de la commune est de type climat du Bassin du Sud-Ouest, selon une étude s'appuyant sur une série de données couvrant la période 1971-2000. En 2020, Météo-France publie une typologie des climats de la France métropolitaine dans laquelle la commune est exposée à un climat océanique altéré et est dans la région climatique Aquitaine, Gascogne, caractérisée par une pluviométrie abondante au printemps, modérée en automne, un faible ensoleillement au printemps, un été chaud (19,5 °C), des vents faibles, des brouillards fréquents en automne et en hiver et des orages fréquents en été (15 à 20 jours).
Pour la période 1971-2000, la température annuelle moyenne est de 12,9 °C, avec une amplitude thermique annuelle de 15,3 °C. Le cumul annuel moyen de précipitations est de 789 mm, avec 10,6 jours de précipitations en janvier et 6,6 jours en juillet. Pour la période 1991-2020, la température moyenne annuelle observée sur la station météorologique la plus proche, située sur la commune de Condom à 6 km à vol d'oiseau, est de 13,9 °C et le cumul annuel moyen de précipitations est de 703,8 mm,. Pour l'avenir, les paramètres climatiques de la commune estimés pour 2050 selon différents scénarios d'émission de gaz à effet de serre sont consultables sur un site dédié publié par Météo-France en novembre 2022.

### Milieux naturels et biodiversité
Aucun espace naturel présentant un intérêt patrimonial n'est recensé sur la commune dans l'inventaire national du patrimoine naturel,,.

## Urbanisme

### Typologie
Au 1er janvier 2024, Cassaigne est catégorisée commune rurale à habitat dispersé, selon la nouvelle grille communale de densité à sept niveaux définie par l'Insee en 2022.
Elle est située hors unité urbaine. Par ailleurs la commune fait partie de l'aire d'attraction de Condom, dont elle est une commune de la couronne,. Cette aire, qui regroupe 23 communes, est catégorisée dans les aires de moins de 50 000 habitants,.

### Occupation des sols
L'occupation des sols de la commune, telle qu'elle ressort de la base de données européenne d’occupation biophysique des sols Corine Land Cover (CLC), est marquée par l'importance des territoires agricoles (95,3 % en 2018), une proportion identique à celle de 1990 (95,3 %). La répartition détaillée en 2018 est la suivante : 
terres arables (36,7 %), zones agricoles hétérogènes (29,4 %), cultures permanentes (25 %), forêts (4,7 %), prairies (4,2 %). L'évolution de l’occupation des sols de la commune et de ses infrastructures peut être observée sur les différentes représentations cartographiques du territoire : la carte de Cassini (XVIIIe siècle), la carte d'état-major (1820-1866) et les cartes ou photos aériennes de l'IGN pour la période actuelle (1950 à aujourd'hui).

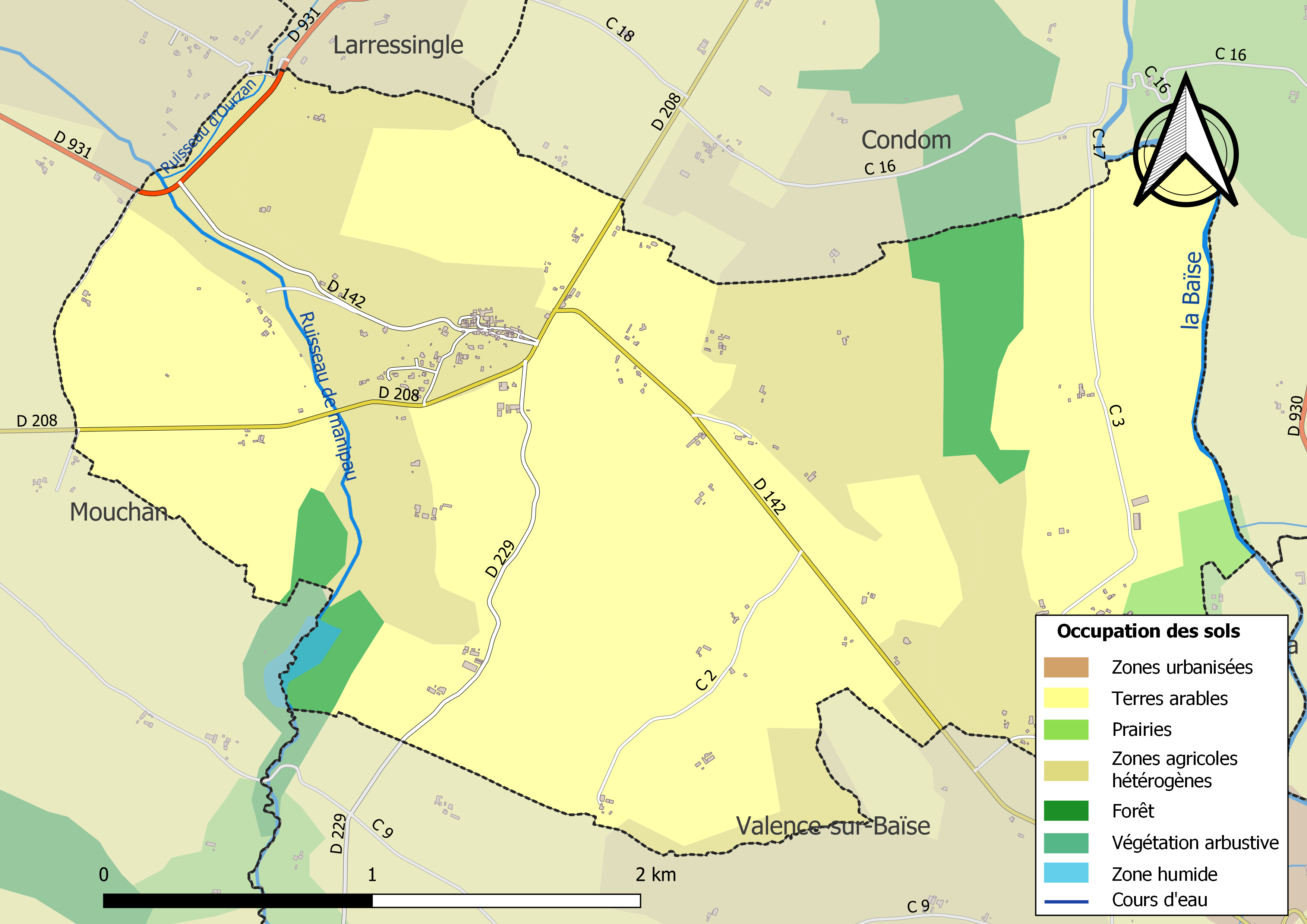
Carte des infrastructures et de l'occupation des sols de la commune en 2018 (CLC).

### Habitat et logement
En 2018, le nombre total de logements dans la commune était de 124, alors qu'il était de 121 en 2013 et de 107 en 2008.
Parmi ces logements, 80,7 % étaient des résidences principales, 14,2 % des résidences secondaires et 5,1 % des logements vacants. Ces logements étaient pour 99 % d'entre eux des maisons individuelles et pour 1 % des appartements.
Le tableau ci-dessous présente la typologie des logements à Cassaigne en 2018 en comparaison avec celle du Gers et de la France entière. Une caractéristique marquante du parc de logements est ainsi une proportion de résidences secondaires et logements occasionnels (14,2 %) supérieure à celle du département (9,6 %) et à celle de la France entière (9,7 %). Concernant le statut d'occupation de ces logements, 84,5 % des habitants de la commune sont propriétaires de leur logement (83,9 % en 2013), contre 68,9 % pour le Gers et 57,5 % pour la France entière.
| Typologie                                               | Cassaigne | Gers | France entière |
| ------------------------------------------------------- | --------- | ---- | -------------- |
| Résidences principales (en %)                           | 80,7      | 79,9 | 82,1           |
| Résidences secondaires et logements occasionnels (en %) | 14,2      | 9,6  | 9,7            |
| Logements vacants (en %)                                | 5,1       | 10,6 | 8,2            |

### Risques majeurs
Le territoire de la commune de Cassaigne est vulnérable à différents aléas naturels : météorologiques (tempête, orage, neige, grand froid, canicule ou sécheresse), inondations et séisme (sismicité très faible). Un site publié par le BRGM permet d'évaluer simplement et rapidement les risques d'un bien localisé soit par son adresse soit par le numéro de sa parcelle.
Certaines parties du territoire communal sont susceptibles d’être affectées par le risque d’inondation par débordement de cours d'eau, notamment la Baïse et le ruisseau de Manipau. La cartographie des zones inondables en ex-Midi-Pyrénées réalisée dans le cadre du XIe Contrat de plan État-région, visant à informer les citoyens et les décideurs sur le risque d’inondation, est accessible sur le site de la DREAL Occitanie. La commune a été reconnue en état de catastrophe naturelle au titre des dommages causés par les inondations et coulées de boue survenues en 1999, 2000, 2003 et 2009,.

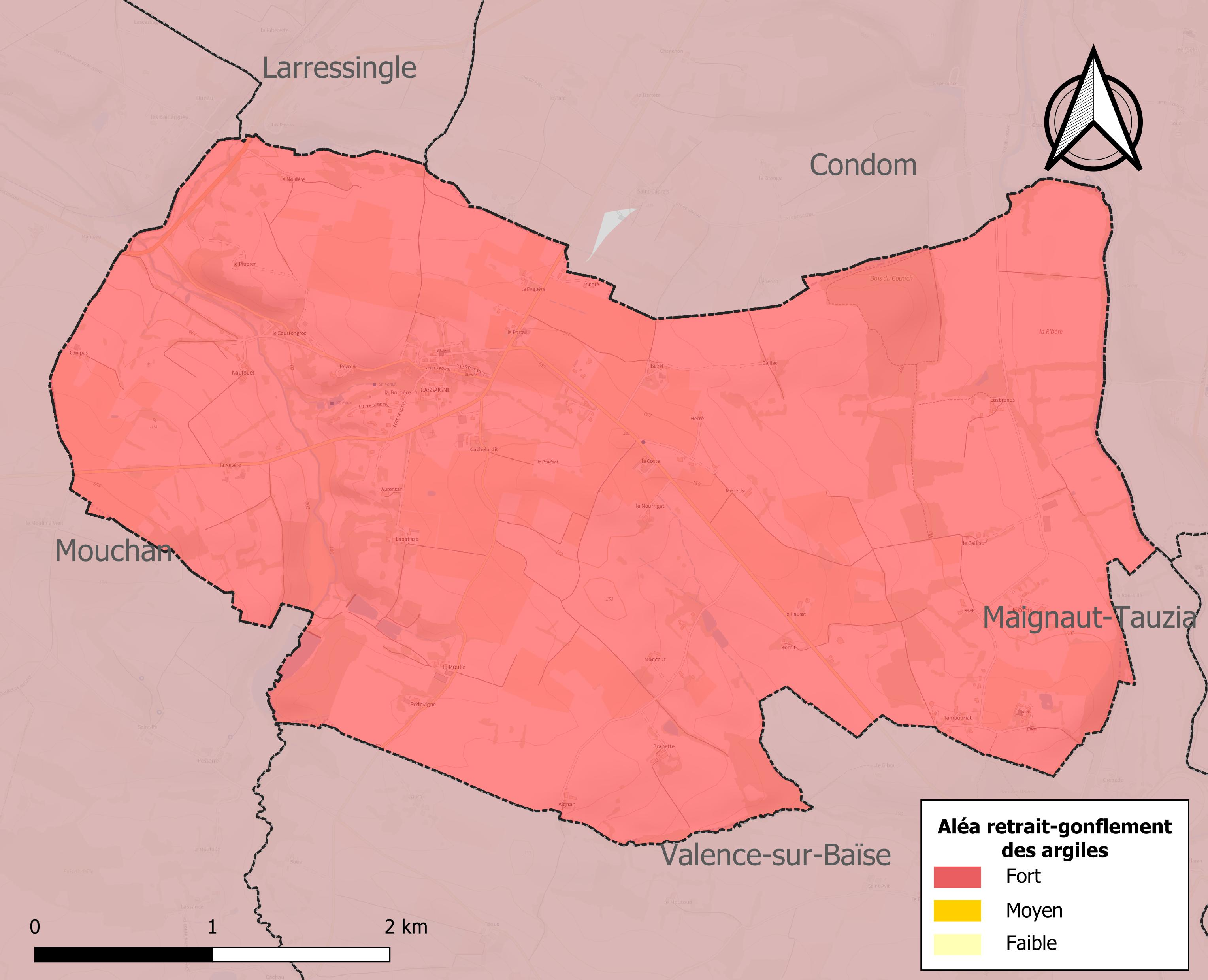
Carte des zones d'aléa retrait-gonflement des sols argileux de Cassaigne.

Le retrait-gonflement des sols argileux est susceptible d'engendrer des dommages importants aux bâtiments en cas d’alternance de périodes de sécheresse et de pluie. La totalité de la commune est en aléa moyen ou fort (94,5 % au niveau départemental et 48,5 % au niveau national). Sur les 125 bâtiments dénombrés sur la commune en 2019, 125 sont en aléa moyen ou fort, soit 100 %, à comparer aux 93 % au niveau départemental et 54 % au niveau national. Une cartographie de l'exposition du territoire national au retrait gonflement des sols argileux est disponible sur le site du BRGM,.
Par ailleurs, afin de mieux appréhender le risque d’affaissement de terrain, l'inventaire national des cavités souterraines permet de localiser celles situées sur la commune.
Concernant les mouvements de terrains, la commune a été reconnue en état de catastrophe naturelle au titre des dommages causés par la sécheresse en 1989, 1991, 1994, 2003, 2005 et 2017 et par des mouvements de terrain en 1999.

## Toponymie
Le toponyme Cassaigne est issu du gaulois cassanos, signifiant chêne.

## Politique et administration

### Rattachements administratifs et électoraux

#### Rattachements administratifs
La commune se trouve dans l'arrondissement de Condom du département du Gers.
Elle faisait partie depuis 1801 du canton de Condom. Dans le cadre du redécoupage cantonal de 2014 en France, cette circonscription administrative territoriale a disparu, et le canton n'est plus qu'une circonscription électorale.

#### Rattachements électoraux
Pour les élections départementales, la commune fait partie depuis 2014 du canton d'Armagnac-Ténarèze
Pour l'élection des députés, elle fait partie de la deuxième circonscription du Gers.

### Intercommunalité
Cassaigne est membre de la communauté de communes de la Ténarèze, un établissement public de coopération intercommunale (EPCI) à fiscalité propre créé fin 1999 et auquel la commune a transféré un certain nombre de ses compétences, dans les conditions déterminées par le code général des collectivités territoriales.

### Liste des maires
| Période                                  | Période                        | Identité        | Étiquette | Qualité |
| ---------------------------------------- | ------------------------------ | --------------- | --------- | --- |
| Les données manquantes sont à compléter. |                                |                 |           | |
| 1977                                     | 1995                           | André Casabonne | DVD       | Chevalier de l'Ordre national du Mérite                                                                       |
| Les données manquantes sont à compléter. |                                |                 |           | |
| 2001                                     | 2014                           | Bernard Rozès   | DVD       | |
| 2014                                     | août 2022                      | Henri Boué,     | DVG       | Ingénieur général des ponts, des eaux et des forêts honoraire Chevalier de la Légion d'honneur Démissionnaire |
| novembre 2022                            | En cours (au 16 décembre 2022) | Sophie Pujos    |           | Cadre |

## Démographie
L'évolution du nombre d'habitants est connue à travers les recensements de la population effectués dans la commune depuis 1793. Pour les communes de moins de 10 000 habitants, une enquête de recensement portant sur toute la population est réalisée tous les cinq ans, les populations de référence des années intermédiaires étant quant à elles estimées par interpolation ou extrapolation. Pour la commune, le premier recensement exhaustif entrant dans le cadre du nouveau dispositif a été réalisé en 2005.

En 2022, la commune comptait 227 habitants, en évolution de +3,18 % par rapport à 2016 (Gers : +1,04 %, France hors Mayotte : +2,11 %).
| 1793 | 1800 | 1806 | 1821 | 1831 | 1841 | 1846 | 1851 | 1856 |
| ---- | ---- | ---- | ---- | ---- | ---- | ---- | ---- | ---- |
| 480  | 429  | 377  | 404  | 380  | 489  | 502  | 469  | 472  |

| 1861 | 1866 | 1872 | 1876 | 1881 | 1886 | 1891 | 1896 | 1901 |
| ---- | ---- | ---- | ---- | ---- | ---- | ---- | ---- | ---- |
| 456  | 430  | 400  | 390  | 421  | 407  | 316  | 341  | 289  |

| 1906 | 1911 | 1921 | 1926 | 1931 | 1936 | 1946 | 1954 | 1962 |
| ---- | ---- | ---- | ---- | ---- | ---- | ---- | ---- | ---- |
| 300  | 281  | 265  | 250  | 260  | 255  | 246  | 244  | 210  |

| 1968 | 1975 | 1982 | 1990 | 1999 | 2005 | 2006 | 2010 | 2015 |
| ---- | ---- | ---- | ---- | ---- | ---- | ---- | ---- | ---- |
| 202  | 172  | 169  | 201  | 186  | 185  | 190  | 218  | 222  |

| 2020 | 2022 | - | - | - | - | - | - | - |
| ---- | ---- | - | - | - | - | - | - | - |
| 232  | 227  | - | - | - | - | - | - | - |

## Économie

### Revenus
En 2018  (données Insee publiées en septembre 2021), la commune compte 93 ménages fiscaux, regroupant 218 personnes. La médiane du revenu disponible par unité de consommation est de 19 850 € (20 820 € dans le département).

### Emploi
|                | 2008  | 2013  | 2018  |
| -------------- | ----- | ----- | ----- |
| Commune        | 3,1 % | 6,8 % | 4,8 % |
| Département    | 6,1 % | 7,5 % | 8,2 % |
| France entière | 8,3 % | 10 %  | 10 %  |

En 2018, la population âgée de 15 à 64 ans s'élève à 120 personnes, parmi lesquelles on compte 75 % d'actifs (70,2 % ayant un emploi et 4,8 % de chômeurs) et 25 % d'inactifs,. Depuis 2008, le taux de chômage communal (au sens du recensement) des 15-64 ans est inférieur à celui de la France et du département.
La commune fait partie de la couronne de l'aire d'attraction de Condom, du fait qu'au moins 15 % des actifs travaillent dans le pôle,. Elle compte 33 emplois en 2018, contre 34 en 2013 et 32 en 2008. Le nombre d'actifs ayant un emploi résidant dans la commune est de 95, soit un indicateur de concentration d'emploi de 34,2 % et un taux d'activité parmi les 15 ans ou plus de 52,5 %.
Sur ces 95 actifs de 15 ans ou plus ayant un emploi, 20 travaillent dans la commune, soit 21 % des habitants. Pour se rendre au travail, 88,8 % des habitants utilisent un véhicule personnel ou de fonction à quatre roues, 1 % s'y rendent en deux-roues, à vélo ou à pied et 10,2 % n'ont pas besoin de transport (travail au domicile).

### Activités hors agriculture
17 établissements sont implantés  à Cassaigne au 31 décembre 2019.
Le secteur de l'administration publique, l'enseignement, la santé humaine et l'action sociale est prépondérant sur la commune puisqu'il représente 23,5 % du nombre total d'établissements de la commune (4 sur les 17 entreprises implantées  à Cassaigne), contre 12,3 % au niveau départemental.

### Agriculture
La commune est dans le Ténarèze, une petite région agricole occupant le centre du département du Gers, faisant transition entre lʼAstarac “pyrénéen”, dont elle est originaire et dont elle prolonge et atténue le modelé, et la Gascogne garonnaise dont elle annonce le paysage. En 2020, l'orientation technico-économique de l'agriculture  sur la commune est la polyculture et/ou le polyélevage.
|               | 1988 | 2000 | 2010 | 2020 |
| ------------- | ---- | ---- | ---- | ---- |
| Exploitations | 31   | 18   | 13   | 11   |
| SAU (ha)      | 785  | 516  | 514  | 816  |

Le nombre d'exploitations agricoles en activité et ayant leur siège dans la commune est passé de 31 lors du recensement agricole de 1988  à 18 en 2000 puis à 13 en 2010 et enfin à 11 en 2020, soit une baisse de 65 % en 32 ans. Le même mouvement est observé à l'échelle du département qui a perdu pendant cette période 51 % de ses exploitations,. La surface agricole utilisée sur la commune a quant à elle augmenté, passant de 785 ha en 1988 à 816 ha en 2020. Parallèlement la surface agricole utilisée moyenne par exploitation a augmenté, passant de 25 à 74 ha.

## Culture locale et patrimoine

### Lieux et monuments
- Église de la Nativité-de-Notre-Dame.
- Château de Cassaigne

Le château de Cassaigne  est l'ancienne résidence de campagne et d'été des évêques de Condom. Il était aussi un refuge lors des périodes troubles. Le château a été construit au début du XVIe siècle sur les murailles d'un ancien château gascon. Le premier château a été construit en 1247 et il a pu participer à la ligne de défense des Français, avec les châteaux de Mansencôme et Lagardère, face aux territoires défendus par les Anglais et leurs alliés. Le château du XVIe siècle a été ultérieurement remanié.
Il est possible de visiter les chais d'armagnac aménagés dans l'ancienne salle d'armes ainsi que la cuisine du XVIe siècle, voutée en cul de four. Cette dernière est remarquable de par son four à pain, sa potence où l'on découpait les cochons et le gros gibier, son tournebroche à trois niveaux, sa vaisselle, ses étains, ses cuivres et ses faïences.

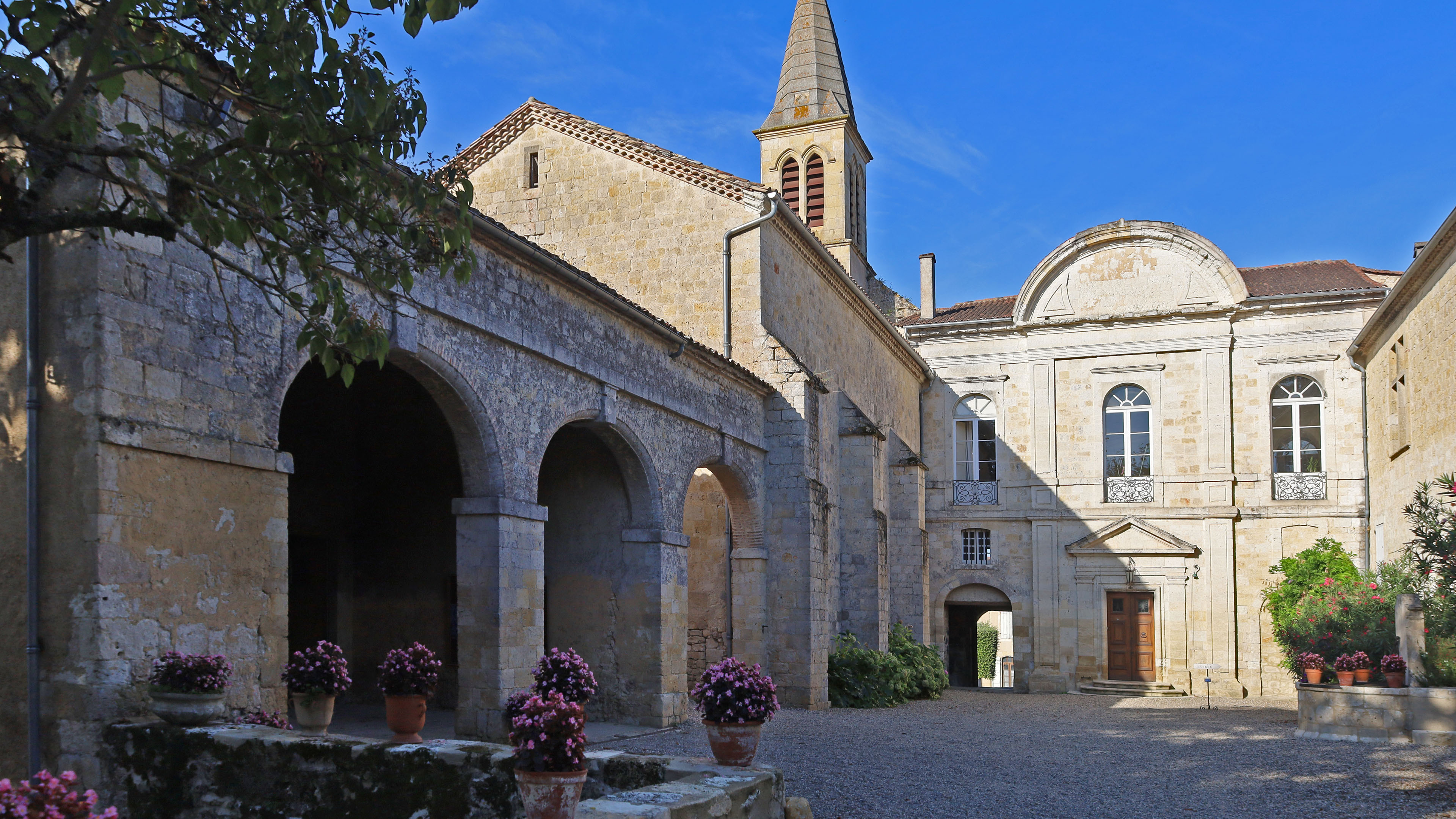
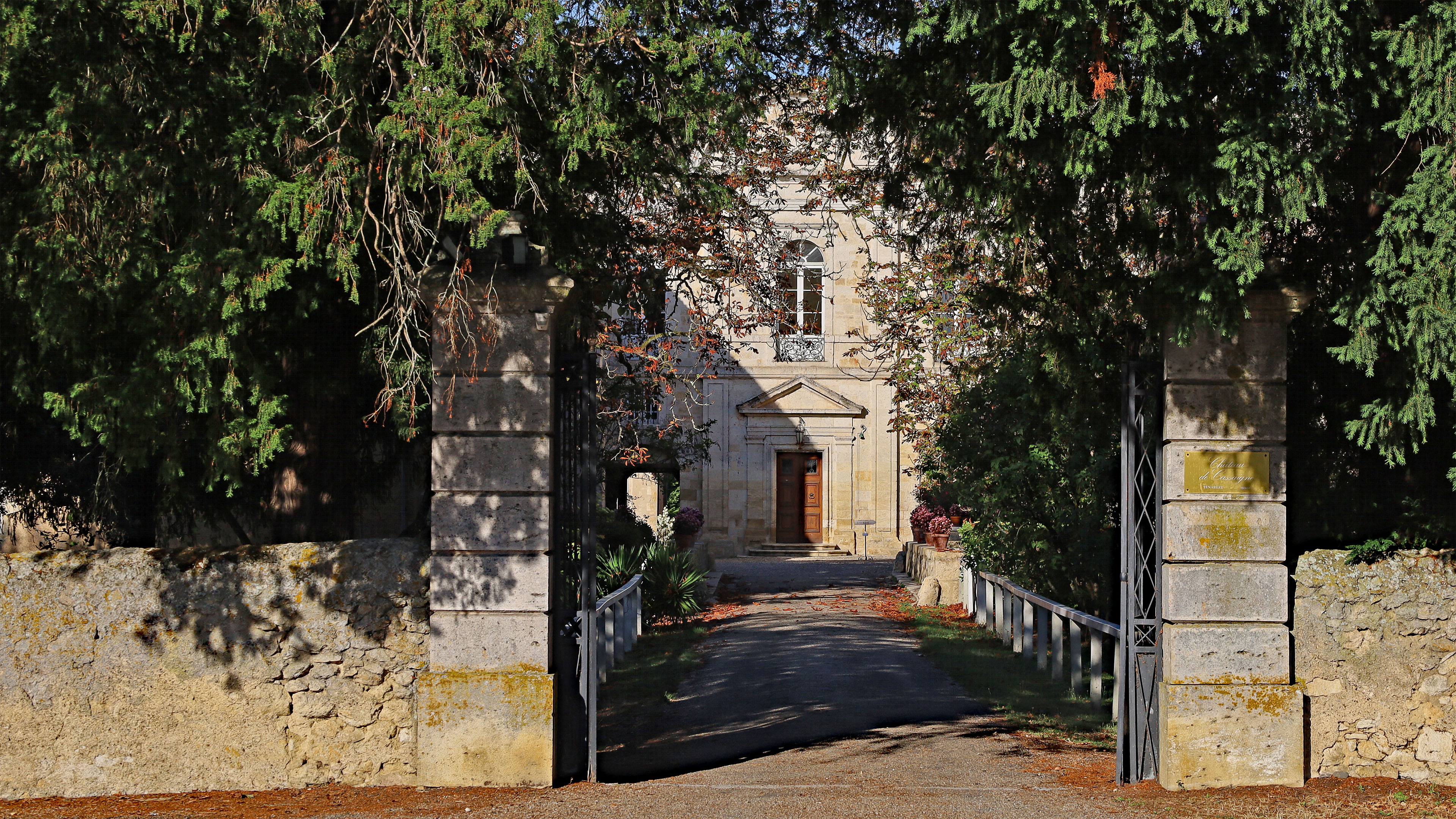
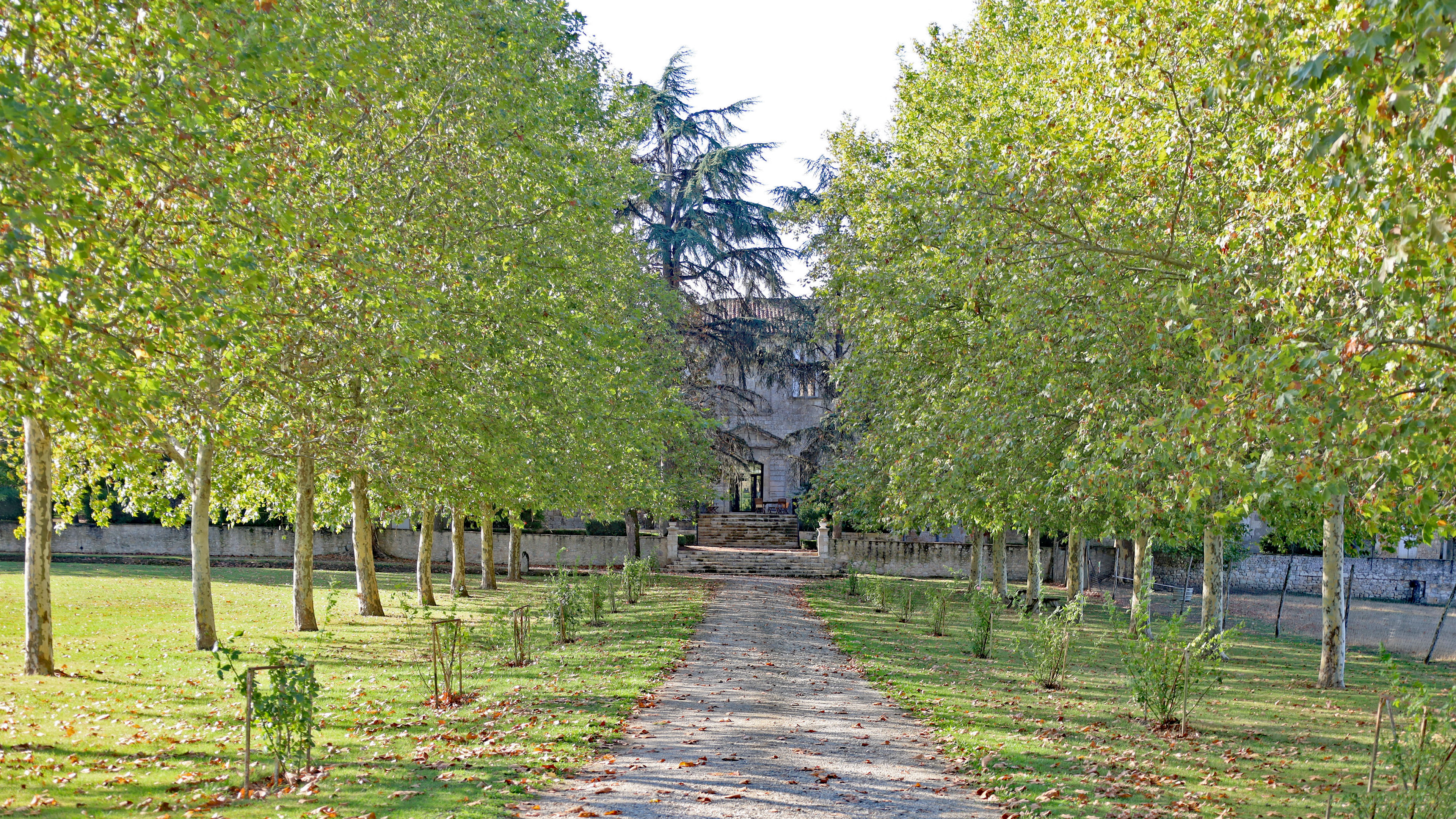
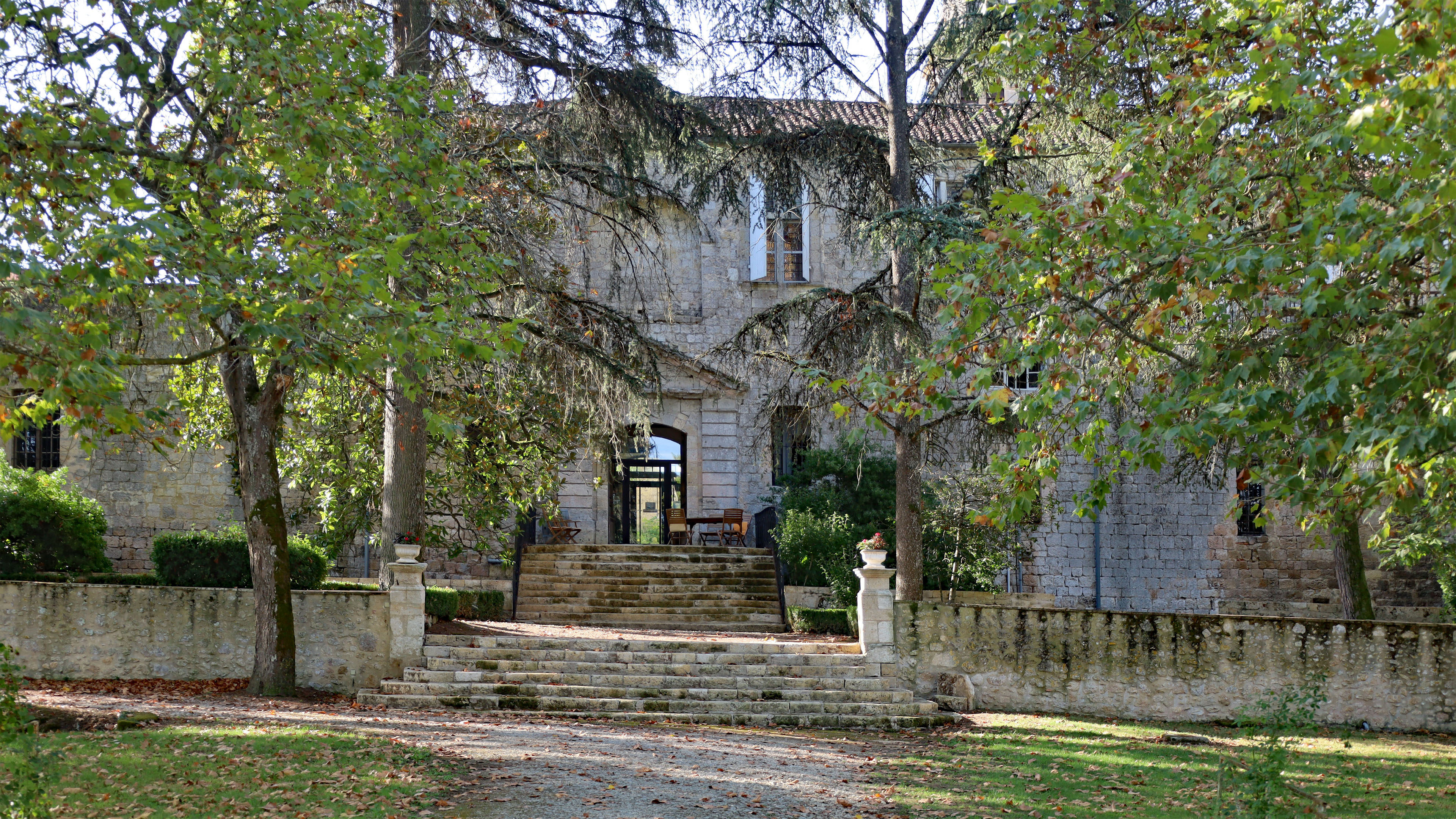

Le château a accueilli dans ses murs Blaise de Monluc, auteur des Commentaires qui selon Henri IV constituait « le meilleur ouvrage militaire jamais écrit ». Jean Du Chemin, poète contemporain de Du Bellay et de Ronsard, vécut aussi au château.
Cassaigne est aujourd'hui une propriété viticole de 35 ha et une vitrine de la production d'eau-de-vie d'Armagnac et de floc de Gascogne.
Le château abrite dans ses murs un petit musée de la vigne.
Il est le troisième château le plus visité du Gers, classé au titre des monuments historiques en 1987.
- Château de Léberon

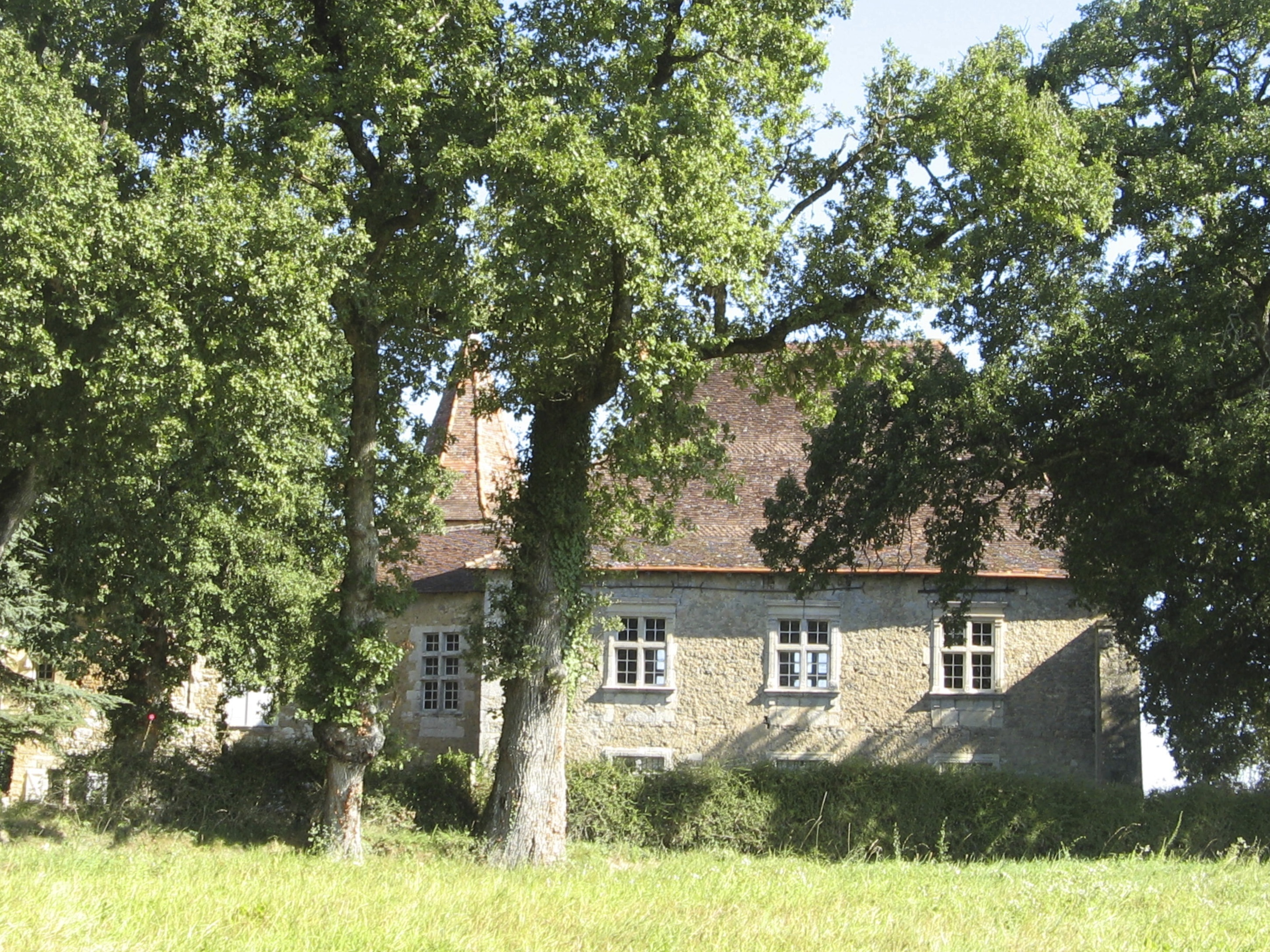
Château de Léberon.

Le château de Léberon est classé au titre des monuments historiques en 1963.